# Lijst van voetbalinterlands Finland - Slowakije
Deze lijst van voetbalinterlands is een overzicht van alle officiële voetbalwedstrijden tussen de nationale teams van Finland en Slowakije. De landen speelden tot op heden vier keer tegen elkaar. De eerste wedstrijd was op 9 februari 1998 tijdens een vriendschappelijk toernooi in Larnaca (Cyprus). De laatste confrontatie, eveneens een vriendschappelijke wedstrijd, vond plaats op 29 maart 2022 in Murcia (Spanje).

## Wedstrijden
| № | Plaats  | Datum            | Competitie        | Wedstrijd           | Uitslag |
| - | ------- | ---------------- | ----------------- | ------------------- | ------- |
| 1 | Larnaca | 9 februari 1998  | Vriendschappelijk | Finland – Slowakije | 0 – 2   |
| 2 | Košice  | 19 augustus 1998 | Vriendschappelijk | Slowakije – Finland | 0 – 0   |
| 3 | Žilina  | 18 november 2014 | Vriendschappelijk | Slowakije – Finland | 2 – 1   |
| 4 | Murcia  | 29 maart 2022    | Vriendschappelijk | Finland − Slowakije | 0 − 2   |

## Samenvatting
| Competitie        | Totaal gespeeld | Winst Finland | Gelijk | Winst Slowakije | Doelsaldo Finland – Slowakije |
| ----------------- | --------------- | ------------- | ------ | --------------- | ----------------------------- |
| Vriendschappelijk | 4               | 0             | 1      | 3               | 1 − 6                         |
| Totaal            | 4               | 0             | 1      | 3               | 1 − 6                         |

Wedstrijden bepaald door strafschoppen worden, in lijn met de FIFA, als een gelijkspel gerekend.

## Details

### Eerste ontmoeting
| Vriendschappelijk (Larnaca, Cyprus, 9 februari 1998): |              | |
| Finland | 0 – 2        | Slowakije |
| | goals        | 32' (pen.) Dušan Tittel 52' Jozef Pisár |
| Richard Møller Nielsen | bondscoach   | Jozef Jankech |
| Antti Niemi Kari Rissanen Harri Ylönen Aarno Turpeinen Toni Kuivasto Jarkko Wiss Aki Riihilahti Teemu Tainio 69' Jonatan Johansson Mika Kottila Janne Oinas | opstellingen | Miroslav König Ivan Kozák Dušan Tittel Marek Špilár Miroslav Karhan 46' Miroslav Sovič 55' Vladislav Zvara 84' Marek Ujlaky Igor Bališ Jozef Pisár 84' Szilard Németh |
| Petteri Kaijasilta 69' | wissels      | 46' Stanislav Varga 55' Attila Pinte 84' Martin Konečný 84' Lubomir Luhový                                                                                            |
| | gele kaarten | |
| - Debuut van Petteri Kaijasilta (TPS Turku) voor Finland.                                                                                                   |              | |

### Tweede ontmoeting
| Vriendschappelijk (Košice, Slowakije, 19 augustus 1998): |       |         |
| Slowakije                                                | 0 – 0 | Finland |
|                                                          | goals |         |

### Derde ontmoeting
| Vriendschappelijk (Žilina, Slowakije, 18 november 2014): |       |                            |
| Slowakije                                                | 2 – 1 | Finland                    |
| Filip Hološko 1' Marek Hamšík 7'                         | goals | 45+2' (e.d.) Tomáš Hubočan |